# Еванс Річард Шултс
Р́ічард ́Еванс Шултс (англ. Richard Evans Schultes, 12 січня 1915 — 10 квітня 2001) — американський ботанік, вважається батьком сучасної етноботаніки.
Шулт займався дослідженнями традиційних ентеогенів, або галюциногенних рослин, особливо в Амазонці.
Викладав в Гарвардському університеті, автор багатьох популярних книг. Лауреат премії Тайлера (1987), удостоєний Golden Plate Award від Academy of Achievement (1988).

## Біографія
Шолтс навчався в Гарварді з 1934 по 1941.
Отримав ступінь бакалавра біології в 1937 році, ступінь магістра в галузі біології в 1938 році, докторський ступінь в галузі ботаніки в 1941 році.
Будучи ще студентом, займався дослідженнями ритуального використання кактуса пейотль, який містить мескалін, серед індійців кайова штату Оклахома, мексиканських галюціногенних рослин.